# Jean-Philippe Navarre
 (mars 2025).
Jean-Philippe Navarre, né le 1er juin 1963 à Marseille, est un chef d'orchestre, claveciniste et musicologue français.

## Biographie
Jean-Philippe Navarre étudie au Conservatoire national supérieur de musique et de danse de Paris (1985-1990), où il suit l'enseignement de Roger Boutry (harmonie), Jean-Claude Henry (contrepoint), Michel Merlet (fugue), Claude Ballif (analyse), Yves Gérard et Bernard Gagnepain (histoire de la musique), Michaël Levinas (orchestration) et Jean-Sébastien Béreau (direction d'orchestre). Il obtient en 1989 le C.A de directeur, et en 1990 le C.A de professeur de culture musicale.
Il est successivement directeur du conservatoire de Créteil (1990-1991), directeur adjoint du conservatoire de Lille (1991-2002), directeur du conservatoire de Metz (2002-2006), puis directeur du conservatoire de Nancy de 2006 jusqu'en 2014, date à laquelle il décide de se consacrer à l'enseignement (direction d'orchestre, histoire de la musique, composition).
En tant que chef d'orchestre, il fonde son propre orchestre « Le Collège musical », avec lequel il explore la musique ancienne sur instruments d'époque, tout en dirigeant des formations traditionnelles symphoniques (Orchestre de Bayonne-Côte-Basque, Orchestre de Douai, Orchestra Città di Grossetto, Philharmonie d'État du Belarus, Capella Istropolitana, Nomad Symphony Orchestra, etc.).
En tant que musicologue, il a fondé la collection A.M.I.C.V.S., consacrée à la publication et à la traduction de traités anciens, éditée successivement par les éditions du Cerf (1996-1999), puis par Pierre Mardaga (2000-2007), et depuis 2016 par Les Presses du Collège Musical.

## Traductions
- Willi Apel, La notation de la musique polyphonique : 900-1600, Sprimont, Mardaga, collection "Musique-Musicologie", 1998, 433 p.  (ISBN 2-87009-682-8), épuisé.
- Giulio Caccini, Nuove Musiche (1602), Nuove musiche e nuova maniera di scriverle (1614), Les Presses du Collège Musical, collection A.M.I.C.V.S., 2016, 224 p.  (ISBN 978-2-9558076-1-3).
- Agostino Agazzari, Del sonare sopra'l Basso... (1607), Éditions du Cerf, collection A.M.I.C.V.S., 1996, 98 p.  (ISBN 2-204-05473-9), épuisé.
- Johann-Joseph Fux, Gradus ad Parnassum (1725), Mardaga, collection A.M.I.C.V.S., 2000, 380 p.  (ISBN 2-87009-742-5), épuisé. 2e édition, revue et corrigée, texte original, introduction, traduction et notes par Jean-Philippe Navarre, Les Presses du Collège Musical, 2025, 336 p.  (ISBN 9782958927332)
- Francesco Algarotti - Benedetto Marcello, Essai sur l'opéra 1755-64), Le théâtre à la mode (1720), Éditions du Cerf, collection A.M.I.C.V.S., 320 p.  (ISBN 2-204-05878-5), épuisé.
- Sylvestro Ganassi, La Fontegara (1535), Mardaga, collection A.M.I.C.V.S., 2002, 192 p.  (ISBN 2-87009-799-9).
- Diego Ortiz, Trattado de Glosas (1553), 3e édition, Les Presses du Collège Musical, collection A.M.I.C.V.S., 2018, 176 p.  (ISBN 978-2-9558076-3-7).
- Francon de Cologne, Ars Cantus Mensurabilis (XIIIe siècle), Éditions du Cerf, collection A.M.I.C.V.S., 1997, 174 p.  (ISBN 2-204-05504-2), épuisé.
- Carlo Goldoni, L'imprésario de Smyrne (1761-74), Les Presses du Collège Musical, 2016, 200 p.  (ISBN 978-2-9558076-0-6).
- Sylvestro Ganassi, Regola rubertina (1542) et Lettione seconda (1543), Sprimont, Mardaga, collection A.M.I.C.V.S., 2004, 176 p.  (ISBN 2-87009-817-0).
- Écrits des Castrats sur le chant, volume 1, Tosi (Opinioni, 1723), Mancini (Riflessioni, 1777), texte original, introduction et traduction par Jean-Philippe Navarre, Les Presses du Collège Musical, collection A.M.I.C.V.S., 2019, 344 p.  (ISBN 9782955807620).
- Écrits des Castrats sur le chant, volume 2, Tenducci (Instruction to his scholars, c. 1785), Rauzzini (Solfeggi, 1808), Pacchierotti (Modi generali del canto, 1836), Crescentini (Raccolta di esercizi, 1811), texte original et traduction par Jean-Philippe Navarre, Les Presses du Collège Musical, collection A.M.I.C.V.S., 2020, 352 p.  (ISBN 9782955807651).
- Girolamo Diruta, Il Transilvano (1593 et 1609), texte original, introduction et traduction par Jean-Philippe Navarre, Les Presses du Collège Musical, collection A.M.I.C.V.S., 2020, 312 p.  (ISBN 9782955807644).
- La basse continue en Italie, volume 1, traités et écrits de Cavalieri, Viadana, Agazzari, Bianciardi, Banchieri, Sabbatini, textes originaux, introduction et traduction par Jean-Philippe Navarre, Les Presses du Collège Musical, collection A.M.I.C.V.S., 2021, 160 p.  (ISBN 9782955807668).
- Tomás de Santa María, Arte de tañer fantasia, texte original, introduction, traduction et notes par Jean-Philippe Navarre, Les Presses du Collège Musical, collection A.M.I.C.V.S, 2023, 816 p.  (ISBN 9782955807699)
- La basse continue en Italie, volume 2, traités de Bismantova, Penna, Alessandro Scarlatti, Pasquini, Gasparini, textes originaux, introduction et traduction par Jean-Philippe Navarre, Les Presses du Collège Musical, collection A.M.I.C.V.S., 2024, 306 p.  (ISBN 9782958927301)

## Éditions
- Edme-Marie-Ernest Deldevez, L'art du chef d'orchestre (1878), De l'exécution d'ensemble (1888), Sprimont, Mardaga, collection A.M.I.C.V.S., 2005, 376 p.  (ISBN 2-87009-894-4), épuisé.
- Albert Lavignac, Les Gaietés du Conservatoire (1899), Sprimont, Mardaga, collection A.M.I.C.V.S., 2002, 236 p.  (ISBN 2-87009-798-0), épuisé.
- Charles Gounod, Six préludes et fugues pour piano (+ Alexis Chauvet, 15 études préparatoires à Bach), Les Presses du Collège Musical, 2016, 68 p. (ISMN 979-0-707101-01-8).
- François Adrien Boieldieu, Concerto pour harpe (reconstitution et édition critique par Jean-Philippe Navarre), Les Presses du Collège Musical, 2016, 60 p. (ISMN 979-0-707101-02-5).
- Georg Philipp Telemann, 12 suites pour clavecin, vol. 1 (suites TWV 32:1, 32: 2, 32:3, 32:4, 32:11, 32:17), Les Presses du Collège Musical, 2018, 60 p. (ISMN 979-0-707101-03-2).
- Georg Philipp Telemann, 12 suites pour clavecin, vol. 2 (suites TWV 32:23, 32:13, 32:14, 32:15, 32:16, 32:18), Les Presses du Collège Musical, 2018, 60 p. (ISMN 979-0-707101-04-9).
- Carl Maria von Weber, Obéron ouverture (édition critique par Jean-Philippe Navarre), Les Presses du Collège Musical, 2019, 76 p. (ISMN 979-0-707101-06-3).
- César Franck, Mélodies complètes (édition critique par Jean-Philippe Navarre), Les Presses du Collège Musical, 2020, 192 p. (ISMN 979-0-707101-07-0).
- Carl Maria von Weber, From Chindara's warbling fount I come (reconstitution par Jean-Philippe Navarre), Les Presses du Collège Musical, 2020, 52 p. (ISMN 979-0-707101-08-7).
- Wilhelm Bernhard Molique, Six Lieder allemands opus 23, (édition par Jean-Philippe Navarre) Les Presses du Collège Musical, 2021, 44 p. (ISMN 979-0-707101-09-4).
- René Lenormand, Étude sur l'harmonie moderne (1912) et Jean-Philippe Navarre, Précis d'analyse harmonique des œuvres de Maurice Ravel, Les Presses du Collège Musical, 2021, 186 p.  (ISBN 9782955807675).
- Edme-Marie-Ernest Deldevez, Mes Mémoires (1890), Le Passé à propos du Présent (1893), introduction et notes par Jean-Philippe Navarre, Les Presses du Collège Musical, 2024  (ISBN 9782958927318)

## Compositions
- Concertino pour percussion et orchestre (1999), inédit
- Galerie des Glaces, pour deux percussions et bande magnétique (2000), inédit
- Trois études de caractère pour petite clarinette en mi bémol ou clarinette en si bémol (2000), Paris, International Music Diffusion, Collection Jacques Merrer